# 最大筋力ストレス
最大筋肉ストレス(Maximum Muscle Stress)とは、筋肉が出せる最大の力に上限値があるという想定に基づいて導いた値。筋肉が出せる力には上限値があるだろうという予測は次に述べるように1846年にWeberによって提唱された。
但し、出せる力は筋肉の量によって変わるであろう。その力は筋肉の長さか、断面積か、体積か、のいずれに依存するのかと考えた場合、断面積に依存すると言ったのがWeberである。すなわち、力/面積の最大値に上限があるということになる。これを最大筋肉ストレスと呼ぶ。何故そうなるのかはどこにも記述が無いのだが、次のように考えられるだろう。すなわち、2つのバネを並列につなぐと、1つのバネの2倍の力が出る。筋力を生む構成単位はサルコメアであり、2つのサルコメアが自ら収縮をした時、並列にあれば2倍の力が生じることになる。
生物が筋力を生じさせる際の分子メカニズムは生物共通なので、最大筋肉ストレスは生物全てで同じであると考えられていた時期があった。しかし、その後、生物によって非常に差異が大きく、かつ、同じ生物でも部位によって値が異なることが認識されてきた。そのことにより、1980年代より、最大筋力ストレスに代わり、固有筋力（Specific Tention)という言葉が使われるようになった。

## Weberによる提案
1846年、ウエーバーは最大の筋肉の力（原文 absolute muscle force）が断面積により、長さには無関係であると唱えた。その後、多くの学者がその値を測定したが、その値の決定は困難を極めた。力、断面積、レバーアーム等の正確な測定が実験によってまちまちだったからである。その結果、現在では最大筋肉ストレスσの測定値はなんと 11-180 N/cm2 もの幅があり、この幅は最小値の15倍もの大きさになる。初期の測定値は次のようである。
| σ [N/cm2] | Muscle                  | Authour | Year |
| --------- | ----------------------- | ------- | ---- |
| 61        | Plantar flexors         | Herman  | 1898 |
| 51.5      | Trunk                   | Reys    | 1915 |
| 36-41     | Plantar flexors         | Haxton  | 1915 |
| 76.8-90.3 | Knee flexors/extensors  | Morris  | 1948 |
| 90-153    | Elbow flexors/extensors | Morris  | 1948 |

初期の他の測定として次のようなものがあげられる。
- 98 N/cm2 (Johnson, 1903)
- 59-98 N/cm2 (Fick, 1904)
- 35 N/cm2 (Rechlinghausen, 1920)
- 35 N/cm2(Arkin, 1938).

## Ikai and Fukunagaの測定
IkaiとFukunagaは腕のσを測定して、σ=66±11 N/cm2   (for 20 yrs male subjects (N=12))  という値を得た。腕の筋肉はX線撮影によって各ディメンジョンが決定された。IkaiとFukunagaはσ=40-80 N/cm2  の範囲でσが分布していることを報告している。

## Kawakamiらの測定
MRIを使うと筋肉は3Dのオブジェクトとして、その形がそのまま観測できる。筋肉をシリンダー状と仮定して長さと断面積からσを計算する古いモデルはもはや時代遅れのものになったと言える。とは言え、これまで脈々と続いてきたσ値との比較も重要なので、とにかくなんとかしてσを求める必要がある。いくつかの計算を経た結果、彼らは次のような値を発表した。
| σ                     | Flexors   | Extensors |
| --------------------- | --------- | --------- |
| Torque [N・m]         | 59.9±14.5 | 67.7±18.1 |
| Moment arm [cm]       | 3.4±0.2   | 2.2±0.1   |
| Pennation angle [rad] | 0         | 0.215     |
| PCSA [m2・10-3]       | 2.5±0.44  | 4.68±1.05 |
| σ[N・cm -2] (計算値)  | 70        | 66        |

σ=11-180 N/cm2 という大きな実験結果の分布については文献に詳細な記述がある。